# Prali
Prali – miejscowość i gmina we Włoszech, w regionie Piemont, w prowincji Turyn.
Według danych na rok 2004 gminę zamieszkiwało 312 osób, 4,3 os./km².
W Prali znajduje się Centrum Ekumeniczne Agape podlegające Kościołowi Walencjuszy i zamieszkiwane przez 12 rezydentów. Centrum zostało zbudowane po II wojnie światowej.